# ECURIE
El Intercambio de Información Radiológica Urgente de la Comunidad Europea (European Community Urgent Radiological Information Exchange - ECURIE) es el sistema europeo de notificación temprana en caso de una emergencia radiológica o nuclear.
El sistema ECURIE tiene dos tipos de mensajes: un mensaje de alerta ECURIE, que implica una notificación de emergencia bajo Euratom y un mensaje de información ECURIE, que es una notificación voluntaria de eventos e incidentes menores. La posibilidad de enviar mensajes de información ECURIE fue introducida por la Comisión en 2001. Desde entonces, ha habido más de 20 mensajes informativos.

En 1987, el Consejo Europeo ordenó un sistema de notificación temprana e intercambio de información que:
exige a los Estados miembros de ECURIE que notifiquen con prontitud a la Comisión Europea (CE) y a todos los Estados miembros potencialmente afectados cuando pretendan tomar contramedidas para proteger a su población contra los efectos de un accidente radiológico o nuclear. La CE enviará inmediatamente esta notificación a todos los Estados miembros. Tras esta primera notificación, todos los Estados miembros están obligados a informar a la Comisión a intervalos adecuados sobre las medidas que adopten y los niveles de radiactividad que hayan medido.
Los 27 Estados miembros de la UE han firmado el acuerdo ECURIE, así como Suiza y Macedonia del Norte. También han sido invitados Islandia, Montenegro, Serbia y Turquía.
ECURIE es operado por la  Dirección General de Energía de la Comisión Europea con el Centro Común de Investigación responsable del desarrollo técnico.

## Activaciones
- La primera activación del sistema ECURIE fue después de un accidente por pérdida de refrigerante en la central nuclear de Krško en Eslovenia el 4 de junio de 2008. La planta de energía se apagó de manera segura a un modo seguro después de una fuga en el circuito de enfriamiento. Según la Administración de Seguridad Nuclear de Eslovenia (la agencia de vigilancia nuclear del país), no se produjo ninguna liberación radiactiva al medio ambiente y no se preveía ninguna. El evento no afectó a los empleados, ni a la población cercana ni al medio ambiente.[4] Las autoridades eslovenas notificaron de inmediato a las instituciones internacionales correspondientes, incluida la Agencia Internacional de Energía Atómica y ECURIE. Luego, la UE notificó (a través de ECURIE) a los Estados miembros restantes, emitiendo una alerta en toda la UE. Varias agencias de noticias de todo el mundo informaron sobre el incidente.  Según Greenpeace, una alerta de este tipo en toda la UE es muy inusual. Sorprendentemente, las autoridades croatas no fueron informadas directamente sobre el incidente, aunque Croacia forma parte del sistema ECURIE.  Muchos croatas escucharon la noticia primero a través de los medios extranjeros y expatriados.  Krško se encuentra a solo 15 km de la frontera croata.
- Después de una liberación de yodo-131 en el Institut national des Radio-Eléments de Bélgica en Fleurus, el 29 de agosto de 2008.[5]